# بيت السيفي(الجلبه) (حبيش)

تعديل مصدري - تعديل

بيت السيفي(الجلبة) محلة تابعة لقرية المحجر، التابعة لعزلة شباع بمديرية حبيش إحدى مديريات محافظة إب في الجمهورية اليمنية، بلغ تعداد سكانها 85 حسب تعداد اليمن لعام 2004.